# Georges Santos
Pour les articles homonymes, voir Santos (homonymie).
Ne pas confondre avec l'homme politique américain George Santos.
Georges Santos est un footballeur franco-cap-verdien né le 15 août 1970 à Marseille. Il joue comme défenseur.

## Biographie
Devenu professionnel à Toulon en 1996, il rejoint l'Angleterre en 1998 au Tranmere Rovers, alors entraîné par John Aldridge. Il rejoint ensuite, deux saisons plus tard, West Bromwich Albion pour quelques mois. Il s'engage alors en juin 2000 avec Sheffield United. Il joue deux saisons en Football League Championship et Sheffield termine ces deux saisons en milieu de tableau. Il est licencié du club pour avoir récolté un carton rouge très controversé à la suite d'un violent tacle sur Andy Johnson (en) et une bagarre déclenchée contre West Bromwich Albion.
En septembre 2002, il est appelé pour la première fois en équipe du Cap-Vert lors de la victoire 2-0 contre la Mauritanie.
Il s'engage alors, en décembre 2002, avec Grimsby Town FC pour contrat à court terme. Il réalise de très bonnes performances et est même élu Joueur de l'année par les supporters de Grimsby. Le manager, Paul Groves, lui offre une prolongation de contrat qu'il refuse. Il s'engage alors avec Ipswich Town, en Football League Championship pour un contrat de trois mois. Il y joue finalement une saison et une grande partie des matchs. Le club termine 5e du championnat et rate la montée.
Il s'engage en 2004 pour les Queens Park Rangers. Il reste deux saisons où il fait parler son expérience en Football League Championship. Il joue 77 matchs toutes compétitions confondues. Il change de nouveau de club et s'engage pour une saison au Brighton & Hove Albion FC, en League One. Il n'y reste que six mois et est prêté pour la fin de saison à Oxford United, en Football Conference.
Il va jouer quelques mois à Chesterfield FC, quelques mois à Alfreton Town en Conference North et les six premiers mois de 2008 à Farsley Celtic
En septembre 2008, il signe dans le club de Fleetwood Town en Conference North.

## Statistiques
| Période                | Club                   | Division            | Matchs (Buts) | Coupe | Coupe de la Ligue |
| 1991-1993              | AS Beauvais Oise       | D2                  | 66 (0)        | 1 (0) | - (-)             |
| 1993-1994              | → Valenciennes (prêt)  | D2                  | 23 (0)        | 3 (0) | - (-)             |
| 1994- 1996             | AS Beauvais Oise       | D2                  | - (-)         | - (-) | - (-)             |
| 1996-1997              | SC Toulon              | D2                  | 22 (0)        | 2 (0) | - (-)             |
| 1997-1998              | SC Toulon              | D2                  | 19 (0)        | 1 (0) | - (-)             |
| 1998-2000              | Tranmere Rovers        | Championship (D2)   | 47 (2)        | 1 (0) | 6 (0)             |
| 2000                   | WBA                    | Championship (D2)   | 8 (0)         | 0 (0) | 0 (0)             |
| 2000-2002              | Sheffield              | Championship (D2)   | 61 (6)        | 2 (0) | 5 (0)             |
| 2002-2003              | Grimsby Town FC        | Championship (D2)   | 26 (1)        | 1 (0) | 0 (0)             |
| 2003-2004              | Ipswich Town           | Championship (D2)   | 34 (1)        | 0 (0) | 2 (0)             |
| 2004-2006              | Queens Park Rangers    | Championship (D2)   | 74 (6)        | 1 (0) | 2 (0)             |
| 2006-2007              | Brighton & Hove Albion | League One (D3)     | 11 (0)        | 1 (0) | 0 (0)             |
| janvier à février 2007 | → Oxford United (prêt) | Conference          | 3 (0)         | 0 (0) | 0 (0)             |
| 2007                   | Chesterfield           | League Two (D4)     | ? (0)         | ? (0) | ? (0)             |
| 2007-janvier 2008      | Alfreton Town          | Conference North    | ? (0)         | ? (0) | ? (0)             |
| 2008                   | Farsley Celtic         | Conference National | 17 (0)        | 0 (0) | 0 (0)             |
| 2008-2009              | Fleetwood Town         | Conference North    | ?             | ?     | ?                 |